# Вьетнам на летних Олимпийских играх 2016
Вьетнам на летних Олимпийских играх 2016 года был представлен в десяти видах спорта.

## Медали
| Золото  |                 |                                                        |            |
| №       | Спортсмены      | Вид спорта (дисциплина)                                | Дата       |
| 1       | Хоанг Суан Винь | Стрельба (пневматический пистолет, 10 метров, мужчины) | 6 августа  |
| Серебро |                 |                                                        |            |
| №       | Спортсмены      | Вид спорта (дисциплина)                                | Дата       |
| 1       | Хоанг Суан Винь | Стрельба (пистолет, 50 метров, мужчины)                | 10 августа |

## Состав сборной
Академическая гребля
1. Та Тхань Хюен
2. Фам Тхи Тао

 Бадминтон
1. Нгуен Тьен Минь
2. Ву Тхи Чанг

 Борьба
Вольная борьба
1. Нгуен Тхи Луа

 Дзюдо
1. Ван Нгок Ту

 Лёгкая атлетика
1. Нгуен Тхань Нгынг
2. Нгуен Тхи Хюен

 Плавание
1. Хоанг Куи Фыок
2. Нгуен Тхи Ань Вьен

 Спортивная гимнастика
1. Фам Фуок Хынг
2. Фан Тхи Ха Тхань

 Стрельба
1. Чан Куок Кыонг
2. Хоанг Суан Винь

 Тяжёлая атлетика
1. Чан Ле Куок Тоан
2. Выонг Тхи Хюен

- Квота 2
- Квота 3
- Квота 4

 Фехтование
1. Ву Тхань Ан
2. До Тхи Ань
3. Нгуен Тхи Ле Дунг
4. Нгуен Тхи Ню Хоа

## Результаты соревнований

### Академическая гребля
В следующий раунд из каждого заезда проходят несколько лучших экипажей (в зависимости от дисциплины). В утешительный заезд попадают спортсмены, выбывшие в предварительном раунде. В финал A выходят 6 сильнейших экипажей, остальные разыгрывают места в утешительных финалах B-F.
Женщины
| Соревнование              | Спортсмены              | Отборочная гонка | Отборочная гонка | Отборочная гонка | Утешительный заезд | Утешительный заезд | Утешительный заезд | Четвертьфинал | Четвертьфинал | Четвертьфинал | Полуфинал     | Полуфинал     | Полуфинал     | Финал | Финал | Итоговое место |
| Соревнование              | Спортсмены              | Заплыв           | Время            | Место            | Заплыв             | Время              | Место              | Заплыв        | Время         | Место         | Заплыв        | Время         | Место         | Время | Место | Итоговое место |
| ------------------------- | ----------------------- | ---------------- | ---------------- | ---------------- | ------------------ | ------------------ | ------------------ | ------------- | ------------- | ------------- | ------------- | ------------- | ------------- | ----- | ----- | -------------- |
| двойки парные, лёгкий вес | Та Тхань Хюен Хо Тхи Ли | 2                | 7:29,91          | 5                | 2                  | 8:19,79            | 4                  | не проводится | не проводится | не проводится | Полуфинал C/D | Полуфинал C/D | Полуфинал C/D | Финал | Финал |                |
| двойки парные, лёгкий вес | Та Тхань Хюен Хо Тхи Ли | 2                | 7:29,91          | 5                | 2                  | 8:19,79            | 4                  | не проводится | не проводится | не проводится |               |               |               |       |       |                |

### Бадминтон
Одиночный разряд
| Соревнование | Спортсмены      | Групповой этап                     | Групповой этап                    | Групповой этап             | Групповой этап | 1/8 финала           | 1/4 финала           | 1/2 финала           | Финал                | Итоговое место |
| Соревнование | Спортсмены      | 1 матч                             | 2 матч                            | 3 матч                     | Место          | 1/8 финала           | 1/4 финала           | 1/2 финала           | Финал                | Итоговое место |
| ------------ | --------------- | ---------------------------------- | --------------------------------- | -------------------------- | -------------- | -------------------- | -------------------- | -------------------- | -------------------- | -------------- |
| мужчины      | Нгуен Тьен Минь | Группа E                           | Группа E                          | Группа E                   | Группа E       | Завершил выступление | Завершил выступление | Завершил выступление | Завершил выступление | 17             |
| мужчины      | Нгуен Тьен Минь | RUSВ. Мальков В 15:21, 21:9, 21:13 | AUTД. Оберностерер В 21:18, 21:14 | CHNЛинь Дань П 7:21, 12:21 | 2              | Завершил выступление | Завершил выступление | Завершил выступление | Завершил выступление | 17             |
| женщины      | Ву Тхи Чанг     | Группа                             | Группа                            | Группа                     |                |                      |                      |                      |                      |                |
| женщины      | Ву Тхи Чанг     |                                    |                                   |                            |                |                      |                      |                      |                      |                |

### Борьба
В соревнованиях по борьбе, как и на предыдущих трёх Играх, будет разыгрываться 18 комплектов наград. По 6 у мужчин в вольной и греко-римской борьбе и 6 у женщин в вольной борьбе. Турнир пройдёт по олимпийской системе с выбыванием. В утешительный раунд попадают участники, проигравшие в своих поединках будущим финалистам соревнований. Каждый поединок состоит из двух раундов по 3 минуты, победителем становится спортсмен, набравший большее количество технических очков. По окончании схватки, в зависимости от результатов спортсменам начисляются классификационные очки.
Женщины
Вольная борьба
| Соревнование | Спортсмены    | Первый раунд       | 1/8 финала         | Четвертьфинал      | Полуфинал          | Финал              | Место |
| Соревнование | Спортсмены    | Соперник Результат | Соперник Результат | Соперник Результат | Соперник Результат | Соперник Результат | Место |
| ------------ | ------------- | ------------------ | ------------------ | ------------------ | ------------------ | ------------------ | ----- |
| до 53 кг     | Нгуен Тхи Луа |                    |                    |                    |                    |                    |       |

### Водные виды спорта

#### Плавание
В следующий раунд на каждой дистанции проходят спортсмены, показавшие лучший результат, независимо от места, занятого в своём заплыве.
Мужчины
| Дистанция                 | Спортсмены     | Предварительный раунд | Предварительный раунд | Предварительный раунд | Полуфинал            | Полуфинал            | Полуфинал            | Финал                | Финал                |
| Дистанция                 | Спортсмены     | Заплыв                | Результат             | Место                 | Заплыв               | Результат            | Место                | Результат            | Место                |
| ------------------------- | -------------- | --------------------- | --------------------- | --------------------- | -------------------- | -------------------- | -------------------- | -------------------- | -------------------- |
| 200 метров вольным стилем | Хоанг Куи Фыок | 2                     | 1:50,39               | 41                    | завершил выступление | завершил выступление | завершил выступление | завершил выступление | завершил выступление |

Женщины
| Дистанция                        | Спортсмены         | Предварительный раунд | Предварительный раунд | Предварительный раунд | Полуфинал             | Полуфинал             | Полуфинал             | Финал                 | Финал                 |
| Дистанция                        | Спортсмены         | Заплыв                | Результат             | Место                 | Заплыв                | Результат             | Место                 | Результат             | Место                 |
| -------------------------------- | ------------------ | --------------------- | --------------------- | --------------------- | --------------------- | --------------------- | --------------------- | --------------------- | --------------------- |
| 200 метров вольным стилем        | Нгуен Тхи Ань Вьен |                       |                       |                       |                       |                       |                       |                       |                       |
| 400 метров вольным стилем        | Нгуен Тхи Ань Вьен | 2                     | 4:16,32               | 26                    | не проводится         | не проводится         | не проводится         | завершила выступление | завершила выступление |
| 200 метров комплексным плаванием | Нгуен Тхи Ань Вьен | 3                     | 2:16,20               | 33                    | завершила выступление | завершила выступление | завершила выступление | завершила выступление | завершила выступление |
| 400 метров комплексным плаванием | Нгуен Тхи Ань Вьен | 3                     | 4:36,85               | 9                     | не проводится         | не проводится         | не проводится         | завершила выступление | завершила выступление |

### Гимнастика

#### Спортивная гимнастика
В квалификационном раунде проходил отбор, как в финал командного многоборья, так и в финалы личных дисциплин. В финал индивидуального многоборья отбиралось 24 спортсмена с наивысшими результатами, а в финалы отдельных упражнений по 8 спортсменов, причём в финале личных дисциплин страна не могла быть представлена более, чем 2 спортсменами. В командном многоборье в квалификации на каждом снаряде выступали по 4 спортсмена, а в зачёт шли три лучших результата. В финале командных соревнований на каждом снаряде выступало по три спортсмена и все три результата шли в зачёт.
Мужчины
Индивидуальные упражнения
| Соревнование        | Спортсмены    | Квалификация | Квалификация | Финал                | Финал                |
| Соревнование        | Спортсмены    | Очки         | Место        | Очки                 | Место                |
| ------------------- | ------------- | ------------ | ------------ | -------------------- | -------------------- |
| параллельные брусья | Фам Фуок Хынг | 14,966       | 28           | Завершил выступление | Завершил выступление |

Женщины
Индивидуальные упражнения
| Соревнование   | Спортсмены       | Квалификация | Квалификация | Финал                 | Финал                 |
| Соревнование   | Спортсмены       | Очки         | Место        | Очки                  | Место                 |
| -------------- | ---------------- | ------------ | ------------ | --------------------- | --------------------- |
| опорный прыжок | Фан Тхи Ха Тхань | 14,233       | 17           | Завершила выступление | Завершила выступление |
| бревно         | Фан Тхи Ха Тхань | 13,800       | 36           | Завершила выступление | Завершила выступление |

### Дзюдо
Соревнования по дзюдо проводились по системе с выбыванием. В утешительные раунды попадали спортсмены, проигравшие полуфиналистам турнира. Два спортсмена, одержавших победу в утешительном раунде, в поединке за бронзу сражались с дзюдоистами, проигравшими в полуфинале.
Женщины
| Категория | Спортсмены  | 1/16 финала               | 1/8 финала             | Четвертьфинал         | Полуфинал             | Финал                 | Место |
| Категория | Спортсмены  | Соперник Результат        | Соперник Результат     | Соперник Результат    | Соперник Результат    | Соперник Результат    | Место |
| --------- | ----------- | ------------------------- | ---------------------- | --------------------- | --------------------- | --------------------- | ----- |
| до 48 кг  | Ван Нгок Ту | ITAВ. Москатт В 0001:0002 | KORЧон Богён П 000:102 | Завершила выступление | Завершила выступление | Завершила выступление | 9     |

### Лёгкая атлетика
Женщины
Беговые дисциплины
| Дисциплина                    | Спортсмен | Предварительный раунд | Предварительный раунд | Предварительный раунд | Четвертьфиналы | Четвертьфиналы | Четвертьфиналы | Полуфиналы | Полуфиналы | Полуфиналы | Финал | Финал |
| Дисциплина                    | Спортсмен | Забег                 | Время                 | Место                 | Забег          | Время          | Место          | Забег      | Время      | Место      | Время | Место |
| ----------------------------- | --------- | --------------------- | --------------------- | --------------------- | -------------- | -------------- | -------------- | ---------- | ---------- | ---------- | ----- | ----- |
| бег на 400 метров             |           |                       |                       |                       | Не проводится  | Не проводится  | Не проводится  |            |            |            |       |       |
| бег на 400 метров с барьерами |           |                       |                       |                       | Не проводится  | Не проводится  | Не проводится  |            |            |            |       |       |

### Стрельба
В январе 2013 года Международная федерация спортивной стрельбы приняла новые правила проведения соревнований на 2013—2016 года, которые, в частности, изменили порядок проведения финалов. Во многих дисциплинах спортсмены, прошедшие в финал, теперь начинают решающий раунд без очков, набранных в квалификации, а финал проходит по системе с выбыванием. Также в финалах после каждого раунда стрельбы из дальнейшей борьбы выбывает спортсмен с наименьшим количеством баллов. В скоростном пистолете решающие поединки проходят по системе попал-промах. В стендовой стрельбе добавился полуфинальный раунд, где определяются по два участника финального матча и поединка за третье место.
Мужчины
| Соревнование                       | Спортсмены      | Квалификация | Квалификация | Полуфинал     | Полуфинал     | Финал                | Финал                |
| Соревнование                       | Спортсмены      | Результат    | Место        | Результат     | Место         | Соперник/ Результат  | Место                |
| ---------------------------------- | --------------- | ------------ | ------------ | ------------- | ------------- | -------------------- | -------------------- |
| пневматический пистолет, 10 метров | Хоанг Суан Винь | 581          | 4 Q          | не проводится | не проводится | 202,5                | 1                    |
| пневматический пистолет, 10 метров | Чан Куок Кыонг  | 575          | 26           | не проводится | не проводится | завершил выступление | завершил выступление |
| пистолет, 50 метров                | Хоанг Суан Винь | 556          | 6 Q          | не проводится | не проводится | 191,3                | 2                    |
| пистолет, 50 метров                | Чан Куок Кыонг  | 542          | 31           | не проводится | не проводится | завершил выступление | завершил выступление |

### Тяжёлая атлетика
Каждый НОК самостоятельно выбирает категорию в которой выступит её тяжелоатлет. В рамках соревнований проводятся два упражнения — рывок и толчок. В каждом из упражнений спортсмену даётся 3 попытки. Победитель определяется по сумме двух упражнений. При равенстве результатов победа присуждается спортсмену, с меньшим собственным весом.
Мужчины
| Категория | Спортсмены       | Вес   | Рывок | Рывок | Рывок | Толчок | Толчок | Толчок | Всего | Место |
| Категория | Спортсмены       | Вес   | 1     | 2     | 3     | 1      | 2      | 3      | Всего | Место |
| --------- | ---------------- | ----- | ----- | ----- | ----- | ------ | ------ | ------ | ----- | ----- |
| до 56 кг  | Чан Ле Куок Тоан | 55,85 | 117   | 121   | 123   | 148    | 154    | 157    | 275   | 5     |
| до 56 кг  | Тхать Ким Туан   | 55,55 | 130   | 130   | 133   | 157    | 160    | 160    | —     | —     |
|           |                  |       |       |       |       |        |        |        |       |       |
|           |                  |       |       |       |       |        |        |        |       |       |

Женщины
| Категория | Спортсмены     | Вес   | Рывок | Рывок | Рывок | Толчок | Толчок | Толчок | Всего | Место |
| Категория | Спортсмены     | Вес   | 1     | 2     | 3     | 1      | 2      | 3      | Всего | Место |
| --------- | -------------- | ----- | ----- | ----- | ----- | ------ | ------ | ------ | ----- | ----- |
| до 48 кг  | Выонг Тхи Хюен | 47,84 | 83    | 84    | 84    | —      | —      | —      | —     | —     |

### Фехтование
В индивидуальных соревнованиях спортсмены сражаются три раунда по три минуты, либо до того момента, как один из спортсменов нанесёт 15 уколов. В командных соревнованиях поединок идёт 9 раундов по 3 минуты каждый, либо до 45 уколов. Если по окончании времени в поединке зафиксирован ничейный результат, то назначается дополнительная минута до «золотого» укола.
Мужчины
| Соревнование         | Спортсмены       | 1/32 финала        | 1/16 финала                 | 1/8 финала               | Четвертьфинал        | Полуфинал            | Финал                | Место |
| Соревнование         | Спортсмены       | Соперник Результат | Соперник Результат          | Соперник Результат       | Соперник Результат   | Соперник Результат   | Соперник Результат   | Место |
| -------------------- | ---------------- | ------------------ | --------------------------- | ------------------------ | -------------------- | -------------------- | -------------------- | ----- |
| индивидуальная сабля | Ву Тхань Ан (22) | не проводится      | ITAД. Оккьюцци (11) В 15:12 | FRAВ. Анстетт (6) П 8:15 | завершил выступление | завершил выступление | завершил выступление | 15    |

Женщины
| Соревнование          | Спортсмены             | 1/32 финала                        | 1/16 финала              | 1/8 финала            | Четвертьфинал         | Полуфинал             | Финал                 | Место |
| Соревнование          | Спортсмены             | Соперник Результат                 | Соперник Результат       | Соперник Результат    | Соперник Результат    | Соперник Результат    | Соперник Результат    | Место |
| --------------------- | ---------------------- | ---------------------------------- | ------------------------ | --------------------- | --------------------- | --------------------- | --------------------- | ----- |
| индивидуальная шпага  | Нгуен Тхи Ню Хоа (37)  | FRAО. Малло (28) П 7:15            | завершила выступление    | завершила выступление | завершила выступление | завершила выступление | завершила выступление | 37    |
| индивидуальная рапира | До Тхи Ань (33)        | GREА. Контохристопулу (32) В 15:13 | ITAА. Эрриго (1) П 9:15  | завершила выступление | завершила выступление | завершила выступление | завершила выступление | 32    |
| индивидуальная сабля  | Нгуен Тхи Ле Дунг (26) | не участвовала                     | KORКим Джи Ён (7) П 3:15 | завершила выступление | завершила выступление | завершила выступление | завершила выступление | 27    |